# Psilomorpha marginalis
Psilomorpha marginalis là một loài bọ cánh cứng trong họ Cerambycidae.